# Christian Gómez
Christian Gómez (Buenos Aires, Argentina, 7 de novembre de 1974), és un futbolista argentí que juga com a migcampista a Nova Chicago de la Primera B Nacional, segona divisió del futbol argentí.

## Vida personal
Va néixer a Buenos Aires el 7 de novembre de 1974 i va viure els seus primers anys a Partido de la Matanza. Fill de Haydé i Alfredo. Té 3 fills: Agustina, Gabriel (també futbolista) i Valentino, tots nascuts a l'Argentina.

## Trajectòria
De molt jove va fitxar en les categories inferiors de Club Atlético Nueva Chicago, que entrenaven al Club 12 d'Octubre. Als 15 anys, quan jugava en l'equip reserva, va ser convocat per entrenar amb el planter de Primera Divisió. Va finalitzar el col·legi secundari de nit per poder entrenar en el club al matí. L'any 1992 realitza la seva primera pretemporada amb Hugo Zerr com a entrenador.
Va tenir un debut frustrat a la jornada 36 del Torneig 1991/92 contra Sportivo Italiano. Hugo Zerr li va dir “Pibe com estàs per a demà? Miri que vostè anirà concentrat i jugará”. No obstant això, en ser expulsat César Couceiro, l'entrenador va decidir esgotar les variants col·locant a un altre defensor. Posteriorment, en un entrenament, Gomito sofriria una lesió en el seu genoll i es perllongaria l'anhelat debut.
Finalment, el 30 de maig de 1992 va debutar com a professional amb Nueva Chicago contra Central Córdoba de Rosario entrant als 19 minuts de la segona part en el lloc de Fernández.
El seu primer partit com a titular va ser el número 5 en la derrota per 1 a 0 contra l' Atletico Rafaela al 27 de febrer de 1993.
Va marcar el seu primer gol el 6 de juny de 1993 contra Banfield gràcies a una passada de Pocholo Sánchez a la victòria per 3 a 1 del seu equip.
Va complir els 100 partits en l'empat 1-1 davant de San Martin de San Juan el 10 de desembre de 1995.
El 21 de juny de 1997, va ser el seu darrer partit de la seva primera temporada a Nova Chicago, perdent la promoció a la Primera División davant els Defensors de Belgrano. A la primera etapa al club, va disputar 155 partits (123 com a titular) i va marcar 47 gols.
Seria traspassat a Club Atlético Independiente on va ser dirigit per César Luis Menotti, tot i que no va jugar en la seva posició habitual.
A més a més, va jugar a l'Atlètic Associació Argentinos Juniors durant el 2000.
El juliol de l'any 2000 torna a Nova Chicago, que lluitava per aconseguir la permanència a la Segona Divisió.
Va arribar als 200 partits a la victòria per 3 a 2 contra Newell´s el 16 de desembre de 2001.
Després de mantenir la categoria de Primera División, completa la seva segona etapa a Nueva Chicago, on va jugar 63 partits i va marcar 14 gols.
Va signar després un contracte amb Club Atlético Independiente, on ja hi havia jugat. Va formar part de l'equip campió del Torneo Apertura 2002, sent entrenat per Américo Gallego.
El 2003 va signar per Arsenal de Sarandí, on va romandre una temporada per després emigrar del país. El 2004 va rebre una important oferta econòmica que havia de canviar la seva carrera.
El D.C. United de la Major League Soccer el va contractar, complint així el seu somni de jugar a l'exterior. Va compartir partits amb grans estrelles i va ser honrat com el jugador més valuós de la Major League Soccer 2006, a més de ser campió de diferents trofeus en els clubs on va jugar. El 2004 va ser coronat campió de la les Major League Soccer i el 2007 va guanyar la MLS Supporters Shield, un trofeu atorgat a l'equip amb les millors estadístiques de la Lliga.
A més, als Estats Units va jugar a Colorado Rapids el 2008 i a Miami F.C. el 2010, tenint una segona etapa a D.C. United el 2009.
El 2011 retorna al club que el va veure néixer, Nueva Chicago de la Primera B, amb l'objectiu de retirar-se allà després d'aconseguir l'ascens de categoria. Ningú s'imaginava que amb el seu retorn, l'equip aconseguiria 3 ascensos.
Va aconseguir ascendir el 30 de juny de 2012 a la Primera B Nacional en vèncer a Chacarita Juniors en una ajustada i recordada final, fent descendir de categoria a l'històric rival del seu equip.
Va complir el partit nombre 300 enfront de Acassuso el 21 de setembre de 2013
El 3 d'abril de 2014 per iniciativa de la legisladora porteñaLorena Pokoik (FPV), va ser distingit en la sessió matinal de la mateixa com a Personalitat Destacada en l'àmbit de l'Esport per la Legislatura de la Ciutat Autònoma de Buenos Aires.
Guanyant 1 a 0 a Colegiales, amb un golàs de tir lliure, Nueva Chicago es va coronar campió del Campeonato 2013-2014 de la Primera B Metropolitana.
A més, el 21 de setembre de 2014 es va convertir en el jugador amb més partits disputats en la història del club Mataderos arribant als 339 superant posteriorment a Oscar Loyarte.
A mitjan d´aquest mateix any, Gomito va fer història disputant un partit oficial al costat del seu fill Gabriel després de proclamar-se campió de Torneo 2013/14.
Aconsegueix ascendir a la Primera Divisió després de vèncer 1 a 0 a Gimnasia de Jujuy amb un gol seu en un històric desempat.
El 24 de febrer de 2015 va sofrir un trencament de lligaments en el seu genoll. Amb 40 anys, es va recuperar amb l'objectiu de tornar a jugar a la Primera División de Argentina amb el seu benvolgut Nueva Chicago. Finalment, va entrar al camp des de la banqueta de suplents en la victòria del seu equip enfront Aldosivi per 3 a 1 després de gairebé 7 mesos sense jugar convertint-se en el jugador de camp més longeu del futbol argentí en aquell moment.
El seu equip descendiria a la Primera B Nacional, encara que seguiria jugant professionalment i aconseguint bons rendiments. Va arribar als 400 partits amb Nueva Chicago el 12 de juliol de 2017. En el primer semestre de 2016 va marcar 2 gols en 14 partits. Durant la temporada 2016/17, va disputar 36 partits, marcant 12 gols i sent el màxim golejador de l'equip.

### Dades en Nova Chicago
És el major ídol de Nueva Chicago, havent aconseguit quatre ascensos (dos a Segunda División i dues a Primera).
Va estar al club en tres etapes diferents: des de 1992 a 1997, el 2002 i de 2011 a 2017.
A més, és el jugador amb més presències (més de 400 partits) en la institució, seguit per Oscar Loyarte (338) i Norberto Calandria (268).
Amb 106 gols, és el tercer màxim golejador, superat pel mateix Calandria (114), i per Gustavo González.
Va marcar a 54 rivals diferents un total de 106 gols, sent Chacarita amb 6 el club al que més li va marcar.
En els seus més de 400 partits, va jugar a 79 camps, sent l'Estadio República de Mataderos on més va jugar, amb gairebé 200 partits. Li segueixen amb 11 l'Estadio de Chacarita Juniors i l'Estadio Arquitecto Etcheverri de Ferro amb 9.
Des d'Hugo Zerr a Facundo Argüello, Mario Franceschini va ser l'entrenador que més partits el va dirigir amb 44, seguit pel duet Jorge Traverso-Marcelo Vega amb 41 i per Víctor Pardo amb 38.
Rodolfo Guerra va ser l'àrbitre que més el va pitar, amb 13 partits. Va ser dirigit per pares i fills: Francisco i Nicolás Lamolina, i Jorge, Mauro iPaulo Vigliano.

## Clubs
| Club               | País         | Any            |
| ------------------ | ------------ | -------------- |
| Nueva Chicago      | Argentina    | 1991 - 1996    |
| Independente       | Argentina    | 1997 - 1999    |
| Argentinos Juniors | Argentina    | 2000           |
| Nueva Chicago      | Argentina    | 2000 - 2002    |
| Independente       | Argentina    | 2002 - 2003    |
| Arsenal            | Argentina    | 2003 - 2004    |
| D.C. United        | Estats Units | 2004 - 2007    |
| Colorado Rapids    | Estats Units | 2008           |
| D.C. United        | Estats Units | 2009           |
| Miami F.C.         | Estats Units | 2010           |
| Nueva Chicago      | Argentina    | 2011 - Present |

## Estadístiques
| Club                                                                | Partits | Gols | Prom. · |
| ------------------------------------------------------------------- | ------- | ---- | ------- |
| Nueva Chicago                                                       | 400     | 106  | 0,26    |
| Independiente                                                       | 86      | 12   | 0,14    |
| Arsenal                                                             | 30      | 6    | 0,20    |
| D.C. United                                                         | 128     | 49   | 0,38    |
| Colorado Rapids                                                     | 20      | 3    | 0,15    |
| Miami F.C.                                                          | 25      | 6    | 0,25    |
| Total                                                               | 699     | 180  | 0,25    |
| Última actualització: Gimnasia de Jujuy vs. Nueva Chicago, 02.07.17 |         |      |         |

| Equip                          | Temporada               | Lliga   | Lliga | Copa Nacional | Copa Nacional | Copa Internacional | Copa Internacional | Total   | Total |
| Equip                          | Temporada               | Partits | Gols  | Partits       | Gols          | Partits            | Gols               | Partits | Gols  |
| Nueva Chicago · Argentina      |                         |         |       |               |               |                    |                    |         |       |
| 1991/92                        | ?                       | ?       | -     | -             | -             | -                  | ?                  | ?       |       |
| 1992/93                        | ?                       | ?       | -     | -             | -             | -                  | ?                  | ?       |       |
| 1993/94                        | ?                       | ?       | -     | -             | -             | -                  | ?                  | ?       |       |
| 1994/95                        | ?                       | ?       | -     | -             | -             | -                  | ?                  | ?       |       |
| 1995/96                        | ?                       | ?       | -     | -             | -             | -                  | ?                  | ?       |       |
| 2000/01                        | ?                       | ?       | -     | -             | -             | -                  | ?                  | ?       |       |
| 2001/02                        | ?                       | ?       | -     | -             | -             | -                  | ?                  | ?       |       |
| 2011/12                        | 39                      | 9       | -     | -             | -             | -                  | 39                 | 9       |       |
| 2012/13                        | 34                      | 9       | 1     | 0             | -             | -                  | 35                 | 9       |       |
| 2013/14                        | 37                      | 10      | 1     | 0             | -             | -                  | 38                 | 10      |       |
| 2014                           | 19                      | 3       | -     | -             | -             | -                  | 19                 | 3       |       |
| 2015                           | 3                       | 0       | -     | -             | -             | -                  | 3                  | 0       |       |
| 2016                           | 14                      | 2       | -     | -             | -             | -                  | 14                 | 2       |       |
| 2016/17                        | 33                      | 12      | 1     | 0             | -             | -                  | 34                 | 12      |       |
| Total                          | 397                     | 106     | 3     | 0             | -             | -                  | 400                | 106     |       |
| Independente · Argentina       |                         |         |       |               |               |                    |                    |         |       |
| 1997/98                        | ?                       | ?       | -     | -             | -             | -                  | ?                  | ?       |       |
| 1998/99                        | ?                       | ?       | -     | -             | -             | -                  | ?                  | ?       |       |
| 2002/03                        | ?                       | ?       | -     | -             | -             | -                  | ?                  | ?       |       |
| Total                          | 86                      | 12      | -     | -             | -             | -                  | 86                 | 12      |       |
| Arsenal · Argentina            |                         |         |       |               |               |                    |                    |         |       |
| 2003-04                        | 30                      | 6       | -     | -             | -             | -                  | 30                 | 6       |       |
| Total                          | 30                      | 6       | -     | -             | -             | -                  | 30                 | 6       |       |
| D.C. United · Estats Units     |                         |         |       |               |               |                    |                    |         |       |
| 2004                           | 8                       | 4       | -     | -             | -             | -                  | 8                  | 4       |       |
| 2005                           | 31                      | 11      | -     | -             | -             | -                  | 31                 | 11      |       |
| 2006                           | 30                      | 14      | -     | -             | -             | -                  | 30                 | 14      |       |
| 2007                           | 27                      | 10      | -     | -             | -             | -                  | 27                 | 10      |       |
| 2009                           | 27                      | 6       | -     | -             | 5             | 4                  | 32                 | 10      |       |
| Total                          | 123                     | 45      | -     | -             | 5             | 4                  | 128                | 49      |       |
| Colorado Rapids · Estats Units |                         |         |       |               |               |                    |                    |         |       |
| 2008                           | 20                      | 3       | -     | -             | -             | -                  | 20                 | 3       |       |
| Total                          | 20                      | 3       | -     | -             | -             | -                  | 20                 | 3       |       |
| Miami F.C · Estats Units       |                         |         |       |               |               |                    |                    |         |       |
| 2010                           | 25                      | 6       | -     | -             | -             | -                  | 25                 | 6       |       |
| Total                          | 25                      | 6       | -     | -             | -             | -                  | 25                 | 6       |       |
| Total a la seva carrera        | Total a la seva carrera | 691     | 176   | 3             | 0             | 5                  | 4                  | 699     | 180   |

## Palmarès

### Títols Nacionals
| Títol           | Club          | País         | Any       |
| --------------- | ------------- | ------------ | --------- |
| Torneo Apertura | Independiente | Argentina    | 2002      |
| Copa MLS        | D.C. United   | Estats Units | 2004      |
| Copa MLS        | D.C. United   | Estats Units | 2006      |
| B Metropolitana | Nueva Chicago | Argentina    | 2013-2014 |

#### Altres assoliments
| Assoliment                   | Club          | País         | Any       |
| ---------------------------- | ------------- | ------------ | --------- |
| Ascenso a Primera División   | Nueva Chicago | Argentina    | 2001      |
| MLS Supporters' Shield       | D.C. United   | Estats Units | 2007      |
| Ascenso a Primera B Nacional | Nueva Chicago | Argentina    | 2011-2012 |
| Ascenso a Primera División   | Nueva Chicago | Argentina    | 2014      |

### Distincions individuals
| Distinció                                         | Any  |
| ------------------------------------------------- | ---- |
| Jugador més valuós de la MLS                      | 2006 |
| Personalitat destacada de l'Esport a Buenos Aires | 2014 |